# The Fact Music Awards
The Fact Music Awards (abreviados como TMA) son unos premios surcoreanos presentados por The Fact y organizados por Fan N Star. Se otorgan a aquellos que han contribuido a la ola coreana. Establecidos en 2019, The Fact Music Awards determina sus ganadores mediante datos de Gaon, un panel de jueces y la participación de fanáticos mediante votaciones. La ceremonia de entrega se transmite en Asia a través de múltiples canales y plataformas, incluyendo ABS-CBN.

## Ceremonias
| Edición | Fecha                       | Lugar                        | Ciudad                       | Presentador(es)                                   | Ref.        |
| ------- | --------------------------- | ---------------------------- | ---------------------------- | ------------------------------------------------- | ----------- |
| 1.ª     | 24 de abril de 2019         | Namdong Gymnasium            | Incheon, Corea del Sur       | Jun Hyun-moo y Seohyun (Girls' Generation)        | [ 2 ]       |
| 2.ª     | 16 de marzo de 2020         | En línea                     | En línea                     | En línea                                          | [ 3 ]       |
| 3.ª     | 12 de diciembre de 2020     | Ceremonia en línea           | Ceremonia en línea           | Jun Hyun-moo y Seohyun (Girls' Generation)        | [ 4 ] [ 5 ] |
| 4.ª     | 2 de octubre de 2021        | Ceremonia en línea (On-tact) | Ceremonia en línea (On-tact) | Seohyun (Girls' Generation), Shin Dong-yup y Boom | [ 6 ] [ 7 ] |
| 5.ª     | 8 de octubre de 2022        | KSPO Dome                    | Seúl, Corea del Sur          | Jun Hyun-moo y Seohyun (Girls' Generation)        |             |
| 6.ª     | 10 de octubre de 2023       | Namdong Gymnasium            | Incheon, Corea del sur       | Jun Hyun-moo y Seohyun (Girls' Generation)        |             |
| 7.ª     | 7 - 8 de septiembre de 2024 | Kyocera Dome Osaka           | Osaka, Japón                 | Jun Hyun-moo y Seohyun (Girls' Generation)        | [ 8 ]       |

## Gran Premio (Daesang)
| Edición | Año  | Ganador   |
| ------- | ---- | --------- |
| 1.ª     | 2018 | BTS       |
| 2.ª     | 2019 | BTS       |
| 3.ª     | 2020 | BTS       |
| 4.ª     | 2021 | BTS       |
| 5.ª     | 2022 | BTS       |
| 6.ª     | 2023 | Seventeen |

## Artista del año (Bonsang)
| Edición | Año  | Ganador(es) | Ganador(es) | Ganador(es) | Ganador(es) | Ganador(es) | Ganador(es) | Ganador(es) | Ganador(es)  | Ganador(es)     | Ganador(es)     |           |      |             |
| ------- | ---- | ----------- | ----------- | ----------- | ----------- | ----------- | ----------- | ----------- | ------------ | --------------- | --------------- | --------- | ---- | ----------- |
| 1.ª     | 2018 | BTS         | Chungha     | Mamamoo     | Monsta X    | NU'EST      | Red Velvet  | Twice       | GFriend      | Momoland        | IKON            | __        | —    | —           |
| 2.ª     | 2019 | BTS         | Chungha     | Mamamoo     | Monsta X    | NU'EST      | Red Velvet  | Twice       | Super Junior | —               | —               | __        | —    | —           |
| 3.ª     | 2020 | BTS         | Got7        | Mamamoo     | Monsta X    | NU'EST      | Kang Daniel | Twice       | Super Junior | Seventeen       | Hwasa           | Iz*One    | —    | —           |
| 4.ª     | 2021 | BTS         | Enhypen     | Ateez       | The Boyz    | Stray Kids  | Kang Daniel | TXT         | Super Junior | Seventeen       | Oh My Girl      | Astro     | Itzy | Brave Girls |
| 5.ª     | 2022 | BTS         | Ateez       | The Boyz    | Stray Kids  | TXT         | (G)I-DLE    | IVE         | Itzy         | Kang Daniel     | Lim Young Woong | NCT Dream | PSY  | Treasure    |
| 6.ª     | 2023 | Seventeen   | NewJeans    | IVE         | Aespa       | Ateez       | Itzy        | NMIXX       | Treasure     | Lim Young Woong | Stray Kids      | __        | __   | __          |

## Premio al mejor intérprete
| Edición | Año  | Ganador (es) | Ganador (es) | Ganador (es) |
| ------- | ---- | ------------ | ------------ | ------------ |
| 1.ª     | 2018 | Monsta X     | Mamamoo      | -            |
| 2.ª     | 2019 | Stray Kids   | The Boyz     | (G)I-dle     |
| 3.ª     | 2020 | Jessi        | TXT          | Itzy         |
| 4.ª     | 2021 | Seventeen    | -            | -            |
| 5.ª     | 2022 | Ateez        | NCT Dream    | -            |
| 6.ª     | 2023 | Kwon Eun-bi  | IVE          | -            |

## Premio al siguiente líder
| Edición | Año  | Ganador (es) | Ganador (es) | Ganador (es) |
| ------- | ---- | ------------ | ------------ | ------------ |
| 1.ª     | 2018 | The Boyz     | Stray Kids   | (G)I-dle     |
| 2.ª     | 2019 | TXT          | Itzy         | -            |
| 3.ª     | 2020 | Enhypen      | Cravity      | Weeekly      |
| 4.ª     | 2021 | STAYC        | -            | -            |
| 5.ª     | 2022 | IVE          | Le Sserafim  | NewJeans     |
| 6.ª     | 2023 | Zerobaseone  | Riize        | -            |

## Premio Icono Mundial
| Edición | Año  | Ganador (es) | Ganador (es) |
| ------- | ---- | ------------ | ------------ |
| 1.er    | 2018 | Twice        | Red Velvet   |
| 2.ª     | 2019 | Super Junior | -            |
| 3.ª     | 2020 | BTS          | Seventeen    |
| 4.ª     | 2021 | Super Junior | -            |
| 5.ª     | 2022 | NCT Dream    | -            |
| 6.ª     | 2023 | aespa        | -            |

## Premio a la popularidad
| Edición | Año  | Ganador      |
| ------- | ---- | ------------ |
| 1.ª     | 2018 | BTS          |
| 2.ª     | 2019 | BTS          |
| 3.ª     | 2020 | Super Junior |
| 4.ª     | 2021 | BTS          |
| 5.ª     | 2022 | BTS          |
| 6.ª     | 2023 | Jimin        |

## Premio a la elección del oyente
| Edición | Año  | Ganador   |
| ------- | ---- | --------- |
| 2.ª     | 2019 | BTS       |
| 3.ª     | 2020 | BTS       |
| 4.ª     | 2021 | BTS       |
| 5.ª     | 2022 | NCT Dream |
| 6.ª     | 2023 | NewJeans  |

## Premio Global Hottest
| Edición | Año  | Ganador (es) | Ganador (es) | Ganador (es) | Ganador (es) |
| ------- | ---- | ------------ | ------------ | ------------ | ------------ |
| 3.ª     | 2020 | Ateez        | Stray kids   | The Boyz     | (G)I-dle     |
| 4.ª     | 2021 | Weeekly      | Cravity      | -            | -            |
| 5.ª     | 2022 | Kep1er       | The New Six  | -            | -            |
| 6.ª     | 2023 | BoyNextDoor  | Xikers       | -            | -            |

## Otros premios
| Edición | Año  | Otorgar                     | Ganador (es)                | Ganador (es)                | Ganador (es)                | Ganador (es)                |
| ------- | ---- | --------------------------- | --------------------------- | --------------------------- | --------------------------- | --------------------------- |
| 1.ª     | 2018 | Mejor Álbum                 | BTS's Love Yourself: Answer | BTS's Love Yourself: Answer | BTS's Love Yourself: Answer | BTS's Love Yourself: Answer |
| 1.ª     | 2018 | Mejor canción               | iKon's "Love Scenario"      | iKon's "Love Scenario"      | iKon's "Love Scenario"      | iKon's "Love Scenario"      |
| 1.ª     | 2018 | Fan Rising Star             | A.C.E                       | A.C.E                       | A.C.E                       | A.C.E                       |
| 2.ª     | 2019 | Intérprete de banda del año | N.Flying                    | N.Flying                    | IZ                          | IZ                          |

## Premios Fan N Star
(Determinado a través de los votos de los fans)

### Premio Fan N Star Choice
| Edición | Año  | Ganador      | Ganador        |
| Edición | Año  | Grupo        | Individual     |
| ------- | ---- | ------------ | -------------- |
| 1.ª     | 2018 | Super Junior | Kang Daniel    |
| 2.ª     | 2019 | Super Junior | Kang Daniel    |
| 3.ª     | 2020 | Super Junior | Hwang Chi-yeul |
| 4.ª     | 2021 | Super Junior | Hwang Chi-yeul |
| 5.ª     | 2022 | BTS          | Jin            |

### Premio Global Fan N Star
| Edición | Año  | Ganador |
| ------- | ---- | ------- |
| 5.ª     | 2022 | BTS     |

### Idol Plus Popularity Award
| Edición | Año  | Ganador |
| ------- | ---- | ------- |
| 5.ª     | 2022 | BTS     |

### Premio Fan N Star con mayor número de votos
| Edición | Año  | Ganador      | Ganador        | Ganador         |
| Edición | Año  | Grupo        | Individual     | Trot            |
| ------- | ---- | ------------ | -------------- | --------------- |
| 1.ª     | 2018 | Super Junior | Kang Daniel    | -               |
| 2.ª     | 2019 | Super Junior | Kang Daniel    | -               |
| 3.ª     | 2020 | Super Junior | Hwang Chi-yeul | -               |
| 4.ª     | 2021 | BTS          | Hwang Chi-yeul | Lim Young-woong |
| 5.ª     | 2022 | BTS          | Hwang Chi-yeul | Lim Young-woong |

### Premio a la popularidad de Fan N Star Trot
| Edición | Año  | Ganador         |
| ------- | ---- | --------------- |
| 3.ª     | 2020 | Lim Young-woong |
| 4.ª     | 2021 | Lim Young-woong |
| 5.ª     | 2022 | Lim Young-woong |

### Premio a los mejores anuncios de Fan N Star
| Edición | Año  | Ganador         |
| ------- | ---- | --------------- |
| 3.ª     | 2020 | Lim Young-woong |
| 4.ª     | 2021 | Lim Young-woong |
| 5.ª     | 2022 | Lim Young-woong |

### Premio Fan N Star Hall of Fame
| 1.er | 2018 | súper Junior | Eunhyuk      |
| 1.er | 2018 | NU'EST       | JR           |
| 1.er | 2018 | NU'EST       | Aron         |
| 1.er | 2018 | -            | Kang Daniel  |
| 1.er | 2018 | -            | Kim Jaejoong |
| 4rto | 2021 | súper Junior | -            |

### Premio especial Fan N Star
| Edición | Año  | Ganador      |
| ------- | ---- | ------------ |
| 2.º     | 2019 | Yang Joon-il |

## Más victorias
| Rango | Artista (s)     | Premios |
| ----- | --------------- | ------- |
| 1     | BTS             | 24      |
| 2     | súper Junior    | 15      |
| 3     | Kang Daniel     | 7       |
| 4     | NU'EST          | 5       |
| 4     | Lim Young-woong | 5       |
| 5     | NCT Dream       | 4       |
| 5     | Mamamoo         | 4       |
| 5     | Monsta X        | 4       |
| 5     | Twice           | 4       |
| 5     | The Boyz        | 4       |
| 5     | Stray Kids      | 4       |
| 5     | Hwang Chi-yeul  | 4       |
| 5     | Seventeen       |         |
| 6     | Red Velvet      | 3       |
| 6     | (G) I-dle       | 3       |
| 6     | TXT             | 3       |
| 6     | Itzy            | 3       |